# Oedicladium quinquefarium
Oedicladium quinquefarium är en bladmossart som beskrevs av Iwatsuki 1979. Oedicladium quinquefarium ingår i släktet Oedicladium och familjen Myuriaceae. Inga underarter finns listade i Catalogue of Life.